# Mar Hicks
Pour les articles homonymes, voir Hicks.
Mar Hicks est une historienne des sciences, du genre connue pour ses travaux sur l'histoire des femmes dans l'informatique. En 2017, Mar Hicks publie Programmed Inequality: How Britain Discarded Women Technologists and Lost Its Edge in Computing.

## Biographie
Mar Hicks obtient un Bachelor of Arts en histoire européenne moderne de l'Université de Harvard avec sa thèse The Price of Excellence : Coresidence and Women's Integration aux universités d'Oxford et de Harvard, 1964-1977. Mar Hicks étudie l'histoire à l'Université d'Oxford pendant un an. Après avoir obtenu une maîtrise du département d'histoire de l'Université Duke, Mar Hicks obtient un doctorat, au Département d'histoire de l'Université Duke.
Avant de soutenir sa thèse, Mar Hicks travaille à l'Université de Harvard en administration système, sur Unix. Mar Hicks déclare que cette expérience lui a apporté un éclairage sur ses recherches sur l'histoire de la technologie.
Mar Hicks est successivement professeure adjointe dans différentes universités : à l'Université d'État de la Caroline du Nord à Raleigh, à l'Université Duke à Durham, à l'Illinois Institute of Technology à Chicago et à l'Université du Wisconsin-Madison.
Mar Hicks est ensuite professeure agrégée titulaire à l'Institut de technologie de l'Illinois.
Les recherches de Mar Hicks se concentre sur les questions d'inégalité dans la technologie, en particulier les discriminations genrées dans l'industrie informatique. Son livre Programmed Inequality : How Britain Discarded Women Technologists and Lost Its Edge In Computing montre que la Grande-Bretagne a mis en place dans les années 1960 et 1970 un système de façon à remplacer de façon systématique les femmes qui occupaient des postes informatiques par des hommes,,,.
Mar Hicks se base sur cette histoire lorsqu'elle traite des questions contemporaines de genre dans l'industrie du numérique,,,. Mar Hicks par ses travaux de recherche, attribue la création des premiers sites de rencontres à l'ère du mainframe, à des femmes. Mar Hicks montre que les femmes étaient à l'avant-garde de la création d'entreprises de rencontres par ordinateur, contrairement à ce que l'on pensait auparavant,.
Mar Hicks est rédactrice en chef adjointe des Annals of the History of Computing de l' IEEE .
Mar Hicks est une personne non binaire et utilise le pronom iel.

## Distinctions
- 2019 IEEE Computer Society Best Paper Award pour Hacking the Cis-Tem: Transgender Citizens and the Early Digital State[15]
- 2018-2019 : National Humanities Center, Triangle Park, Caroline du Nord, Fellow
- 2019 : American Historical Association, Prix Herbert Baxter Adams d'histoire européenne pour Programmed Inequality[16]
- 2018 : Société pour l'histoire de la technologie, prix Hacker pour Programmed Inequality[17]
- 2018 : Conférence nord-américaine sur les études britanniques, Prix Stansky pour les Programmed Inequality[18]
- 2018 : Association of American Publishers, prix PROSE pour Programmed Inequality
- 2017 : British Business Archives Council, prix Wadsworth pour Programmed Inequality[19]

## Publications
- Programmed Inequality: How Britain Discarded Women Technologists and Lost Its Edge in Computing, Boston, MIT Press, 2017 (ISBN 978-0-262-53518-2, OCLC 1164502643)
- Your Computer Is on Fire, Cambridge, MA, MIT Press, 2021 (ISBN 978-0-262-53973-9, OCLC 1226612091)